# XXVIIe dynastie égyptienne

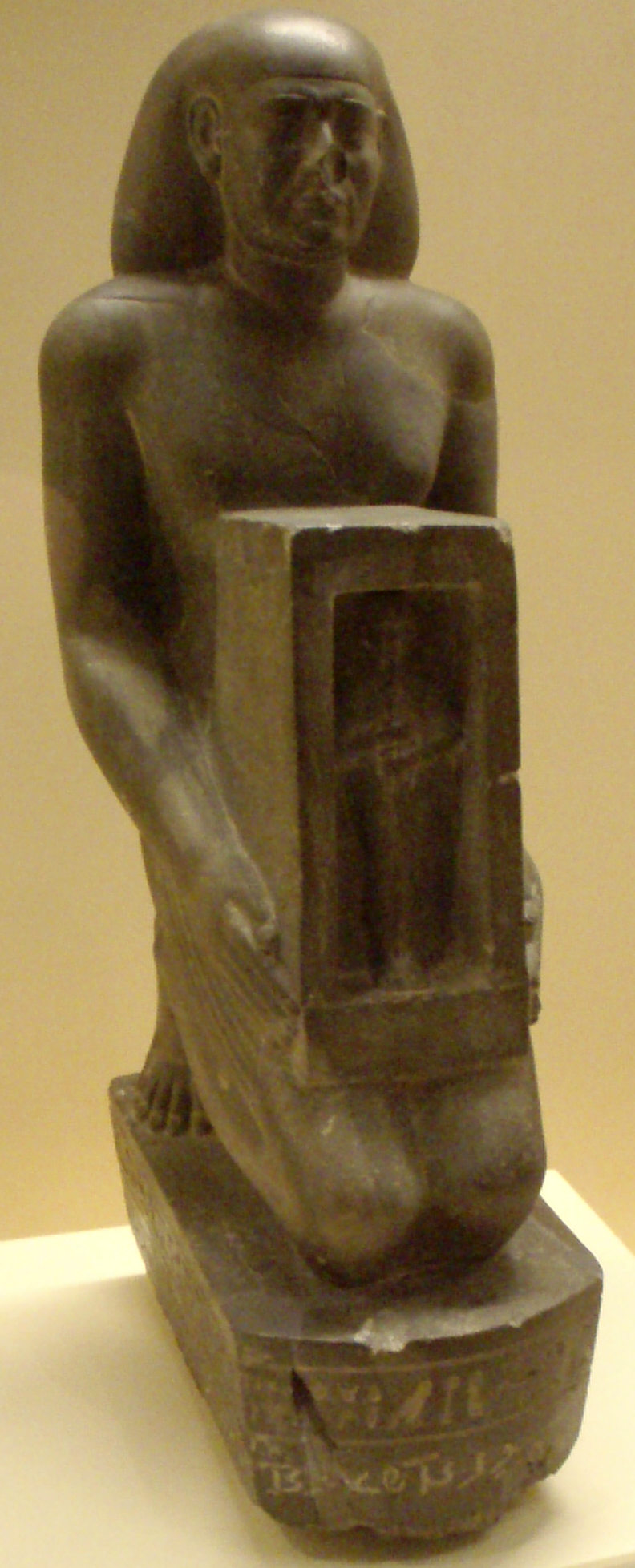
Statuette du scribe royal Bokennenife portant une image du dieu Ptah

Peu après une défaite militaire de Psammétique III à Péluse, le royaume d'Égypte passe aux mains des Perses (-525). Mais l'Égypte a une vitalité et une originalité trop puissante pour être immédiatement reléguée au rang de simple province : elle forme dans l'empire perse un État à part dont le souverain achéménide devient le pharaon d'une XXVIIe dynastie perse.
Cambyse II renommé "Mésoutirê" à ce titre échoue dans ses entreprises tant vers l'Éthiopie que sur l'oasis de Siwa vers l'actuel désert libyen. Il maltraite ses nouveaux sujets dans un accès de folie (-525 à -522). Au contraire Darius Ier va travailler de son mieux à se les attacher.
Néanmoins, après plusieurs insurrections infructueuses sous Artaxerxès II, en -404 Amyrtée chasse les Perses. Celui-ci devient pharaon mais demeurera le seul de sa XXVIIIe dynastie.
Région prospère après l’ouverture économique de la période saïte, l’Égypte reste marquée par le cosmopolitisme et le métissage de ses élites (autochtones, Libyens, Syro-Palestiniens, Cariens, Grecs) plus ou moins intégrés dans le milieu égyptien. Le pouvoir perse renforce certaines garnisons étrangères (Juifs d’Eléphantine), instaure de nouvelles donnes économiques (introduction de la monnaie). Il cherche à s’appuyer sur les élites locales, montrant un grand respect des us et coutumes en échange de la soumission exigée. Le ralliement de ces élites paraît s’être facilement effectué, comme en témoigne par exemple une autobiographie d'un prêtre nommé Oudjahorresné) ; le souverain perse accepte d’être présenté selon la tradition pharaonique (titulature, iconographie). Cependant, pour la première fois, il ne s’agit pas d’un roi étranger égyptianisé, vivant en symbiose dans une véritable communauté culturelle, le pharaon perse gardant sa propre identité culturelle.

## Pharaons de laXXVIIedynastie
- de -525 à -522 : Cambyse II Mésoutirê
- en -522 : l'usurpateur (?) Bardiya (ou Smerdis)
- de -522 à -486 : Darius Ier le Grand
- de -486 à -465 : Xerxès Ier
- de -465 à -424 : Artaxerxès Ier
- en -424 : Xerxès II puis Sogdianos
- de -424 à -404 : Darius II Nothos
- en -404 : Artaxerxès II